# La Nuit d'Austerlitz
La Nuit d'Austerlitz est un téléfilm policier français réalisé par Stellio Lorenzi et diffusé le 31 août 1954 sur la chaîne de télévision RTF. Le personnage central en est Nestor Burma, le célèbre détective créé par Léo Malet.

## Synopsis
Deux bandes rivales sont à la recherche de 250 millions de francs de bijoux dissimulés dans les entrepôts de la gare d'Austerlitz à Paris.

## Fiche technique
- Titre : La Nuit d'Austerlitz
- Réalisation : Stellio Lorenzi
- Scénario : Stellio Lorenzi et Léo Malet
- Téléfilm en noir et blanc
- Date de diffusion : 31 août 1954

## Distribution
- Daniel Sorano : Nestor Burma
- Joëlle Bernard : Laura
- Robert Dalban : le chef de la bande
- Hubert de Lapparent : le toubib
- Pierre Français
- Georges Hubert
- Charles Lemontier : le commissaire Faroux
- Hélène Mora : Paulette, la blonde
- Lucien Raimbourg : le veilleur de nuit
- Albert Rémy : un gangster
- Michel Salina

## Scénario et tournage
Le scénario est écrit par Léo Malet à partir de son personnage Nestor Burma en collaboration avec Stellio Lorenzi. Ce n'est pas une adaptation d'un de ses romans. Le tournage a lieu au port d'Austerlitz.

## Réminiscence historique
Par « la nuit d'Austerlitz », on entend aussi la célèbre veillée aux flambeaux de l'Empereur Napoléon Ier au milieu des bivouacs, le soir qui précéda la bataille d'Austerlitz du 2 décembre 1805, un an jour pour jour après son sacre.